# Newtopia
Newtopia (뉴토피아?, NyutopiaLR) è una serie televisiva sudcoreana trasmessa su Coupang Play dal 7 febbraio 2025. La serie è stata distribuita in tutto il mondo sulla piattaforma di streaming Prime Video.

## Trama
Una coppia che si è recentemente lasciata cerca di riunirsi dopo lo scoppio di un'epidemia di zombie che travolge la Corea del Sud.

## Produzione

### Sviluppo
La serie è stata diretta da Yoon Sung-hyun, regista di Bleak Night (2010) e Time to Hunt (2020), e la sceneggiatura è stata co-scritta da Han Jin-won, autore di Parasite (2019), e Ji Ho-jin, autore di A Shop for Killers (2024). È stata prodotta da Bound Entertainment e Billions Plus ed è basata sul romanzo Influenza dell’autore Han Sang-woon.
La produzione della serie è stata confermata il 7 agosto 2024.

### Casting
Nel 2023, Jisoo, Park Jeong-min e Kim Jun-han stavano rispettivamente valutando di partecipare alle riprese della serie.
L'8 aprile 2024, Hong Seo-hee è stata confermata nel cast. Il 1º agosto, Coupang Play ha confermato il casting di Park e Jisoo.